# Frank Foster
Frank Benjamin Foster III (ur. 23 września 1926 w Cincinnati, zm. 26 lipca 2011 w Chesapeake) – afroamerykański muzyk jazzowy, saksofonista, flecista, aranżer, kompozytor i bandlider, oraz edukator. Laureat NEA Jazz Masters Award 2002. 

## Życiorys
Jego ojciec, Frank B. II, był zatrudniony na poczcie, natomiast matka, Lillian Iona z d. Watts, była pracownicą socjalną. W domu było  pianino, na którym zaczął grać jako małe dziecko. W wieku lat jedenastu grał już na klarnecie w lokalnej grupie Jack Jackson and His Jumping Jacks. W szkole średniej prowadził dwunastoosobowy zespół, dla którego również pisał aranżacje. Ponownie też zmienił instrument, tym razem na saksofon altowy. Następnie postanowił się kształcić muzycznie w The Cincinnati Conservatory of Music, ale jego zgłoszenie zostało odrzucone ze względów rasowych. Wstąpił więc na Wilberforce University, nauczający wówczas tylko studentów afroamerykańskich. Został głównym solistą i aranżerem uczelnianej orkiestry tanecznej The Collegians. Zespół zwyciężył w 1947 w dorocznym plebiscycie „Negro College Dance Band Poll”, sponsorowanym przez tygodnik „The Pittsburgh Courier”. Nagrodą dla zwycięskiej orkiestry były występy w Nowym Jorku – tygodniowe w słynnej Savoy Ballroom w Harlemie oraz koncerty w Carnegie Hall. Pragnąc już wtedy podjąć karierę profesjonalnego muzyka, nie kończąc studiów, wyjechał w 1949 z Wiberforce do Detroit, żeby znaleźć swoje miejsce na szybko rozwijającej się w tym mieście scenie jazzowej. Od pewnego czasu grał już na saksofonie tenorowym i w tej roli został zatrudniony w klubie Blue Bird. Było to wówczas centrum nowoczesnego jazzu w Motor City. Występował ze znanymi muzykami angażowanymi w klubie, m.in. Wardellem Grayem, którego gra – tak jak Sonny’ego Stitta – początkowo miała na niego wpływ. Prywatnie spotykał się w tym czasie z początkującą wokalistką Sheilą Jordan, z którą następnie mieszkał do czasu powołania do wojska.
W marcu 1951 został wcielony do U.S. Army i skierowany do Fort Custer Training Center w Michigan, a następnie przeniesiony do położonego między San Francisco a Los Angeles Camp Roberts w Kalifornii. Niemal w każdy weekend po służbie jeździł „na łebka” do San Francisco i w nocy grywał w jam sessions w klubie Bop City. Chcąc uniknąć wyjazdu na wojnę w Korei odbył dodatkowe, ochotnicze szkolenie i otrzymał awans na starszego szeregowego (PFC – private first class). Potem nie wrócił z przepustki i przez 39 dni był na „samowolce”. Ostatecznie zgłosił się do jednostki i otrzymał karę 39 dni aresztu. Po pięciu dniach jednak został wysłany do Japonii. Był żołnierzem piechoty, ale ze względu na dobre wyniki testów specjalistycznych z zakresu muzyki skierowano go do szkoły zaopatrzenia w miejscowości Etajima na wyspie Eta. Następnie został przeniesiony do Korei, gdzie przez kilka miesięcy służył w kompanii zaopatrzenia. Po pozytywnym przejściu przesłuchań do orkiestry dywizyjnej został do niej przyjęty.
W maju 1953 wyszedł z wojska i w niedługim czasie został członkiem big-bandu Counta Basiego. Przedtem jednak  w nowojorskim klubie Birdland zagrał jednego wieczoru z Charliem Parkerem. W orkiestrze Basiego pozostał do 1964. Był eksponowanym tenorzystą. Przede wszystkim jednak dużo aranżował i komponował dla zespołu. Były to m.in. utwory: Down for the Count, Blues Backstage, standard Shiny Stockings, Back to the Apple, Discommotion i Blues in Hoss’ Flat. W 1963 ukazał się album Basiego Easin’ It, który w całości zawierał utwory skomponowane i zaaranżowane przez Fostera.
W drugiej połowie lat 60. funkcjonował jako „wolny strzelec”. Założył zespół, który w następnych latach działał w różnych składach jako The Frank Foster Band. Ok. 1970 formacja została nazwana: „The Loud Minority” w geście poparcia dla bardzo aktywnego wówczas ruchu praw obywatelskich. Istniała z przerwami do 1986.
Od 1970 do 1972 grał nieregularnie z perkusistą Elvinem Jonesem, a w latach 1972–1975 pojawiał się w składzie Thad Jones/Mel Lewis Orchestra. W tym czasie zajął się również nauczaniem. W 1971 był artystą rezydentem w The New England Conservatory of Music w Bostonie. W tym samym roku objął także funkcję konsultanta w szeregu szkół publicznych w Harlemie w ramach rządowego programu wzbogacania kultury przez muzykę. Od 1972 do 1976 był adiunktem (assistant professor) w programie „Black Studies” na Uniwersytecie Stanowym Nowego Jorku (SUNY) w Buffalo. Wykładał ponadto w nowojorskim Queens College.
W 1983 prowadził kwintet razem z flecistą i saksofonistą Frankiem Wessem, a w 1985 odbył tournée po Europie z organistą Jimmym Smithem. W następnym roku powrócił po latach do orkiestry Counta Basiego (nieprzerwanie działającej po śmierci lidera), przejmując jej prowadzenie od Thada Jonesa. Kierował nią do 1995, uczestnicząc w tym czasie i później w licznych sesjach nagraniowych.
W 2001 doznał udaru, którego skutkiem był znaczny bezwład lewej części ciała, całkowicie uniemożliwiający grę na saksofonie. Do śmierci jednak komponował i aranżował muzykę w swoim domu w Wirginii. Zmarł w nim wskutek niewydolności nerek. Miał 82 lata. Został pochowany na cmentarzu Chesapeake Memorial Gardens.

### Małżeństwa i dzieci
W 1954 ożenił się z Vivian, z którą miał dwóch synów W 1965 para rozwiodła się. Drugą małżonką była poślubiona w 1966 kuzynka Elvina Jonesa – Cecilia Ann, która została później jego menadżerką. Pozostali razem do końca jego życia. Doczekali się dwojga dzieci: syna – Franka IV i córki – Andrei.

## Wybrana dyskografia

### Jako lider lub współlider
- 1956 No ’Count (Savoy)
- 1963 Basie Is Our Boss (Argo Jazz)
- 1966 Fearless Frank Foster (Prestige)
- 1968 Manhattan Fever (Blue Note)
- 1972 The Loud Minority (Mainstream Records)
- 1979 Shiny Stockings – Frank Foster and the Loud Minority (Denon/PCM Recordings)
- 1984 Two For The Blues – Frank Foster + Frank Wess (Pablo)
- 1985 Frank Foster–Frank Wess – Frankly Speaking (Concord Jazz)
- 1989 The Legend, The Legacy – The Count Basie Orchestra Directed by Frank Foster (Denon/PCM Recordings)
- 1997 Leo Rising (Arabesque)
- 2002 Frank Foster’s Loud Minority Big Band* – We Do It Diff’rent (Mapleshade Records)

### Jakosideman
Z Countem Basiem
- 1963 Easin’ It (Roulette)
- 1994 Count Basie – Verve Jazz Masters 2 (Verve)

Z George’em Bensonem
- 1990 Big Boss Band – George Benson featuring the Count Basie Orchestra (Warner Bros./Polskie Nagrania) – aranżer

Z Illinois Jacquetem
- 1969 The Soul Explosion (Prestige)

Z Elvinem Jonesem
- 1962 Elvin! (Riverside)
- 1968 Heavy Sounds – Elvin Jones with Richard Davis (Impulse!)
- 1970 Coalition (Blue Note)
- 1971
  - Genesis (Blue Note)
  - Merry-Go-Round (Blue Note)
- 1973 At This Point in Time (Blue Note)
- 1975 New Agenda (Vanguard Records)
- 1976 The Main Force (Vanguard)

Z Theloniousem Monkiem
- 1956 Thelonious Monk (Prestige)

Z Diane Schuur
- 1987 Diane Schuur & The Count Basie Orchestra (GRP)

Z Eddiem „Cleanheadem” Vinsonem
- 1957 Clean Head’s Back in Town (Bethlehem)

Zestawienie wg dat wydania płyt

## Nagrody
- 1987 Nagroda Grammy w kategorii Best Instrumental Arrangement Accompanying Vocal(s) za utwór Deedles’ Blues z płyty Diane Schuur & The Count Basie Orchestra[8]
- 1988 The Benny Golson Jazz Master Award przyznana przez Uniwersytet Howarda[9]
- 1990 Nagroda Grammy w kategorii Best Jazz Instrumental Performance, Big Band za utwór Basie’ Bag z płyty Big Boss Band – George Benson featuring the Count Basie Orchestra[8]
- 2002 NEA Jazz Masters Award